# 1682
| Calendário gregoriano                                                        | 1682 MDCLXXXII                      |
| Ab urbe condita                                                              | 2435                                |
| Calendário arménio                                                           | 1131 – 1132                         |
| Calendário bahá'í                                                            | -162 – -161                         |
| Calendário budista                                                           | 2226                                |
| Calendário chinês                                                            | 4378 – 4379 Início a 7 de fevereiro |
| Calendário copta                                                             | 1398 – 1399                         |
| Calendário etíope                                                            | 1674 – 1675                         |
| Calendários hindus - Vikram Samvat - Calendário nacional indiano - Cáli Iuga | 1737 – 1738 1603 – 1604 4782 – 4783 |
| Calendário Holoceno                                                          | 11682                               |
| Calendário islâmico                                                          | 1093 – 1094                         |
| Calendário judaico                                                           | 5442 – 5443                         |
| Calendário persa                                                             | 1060 – 1061                         |
| Calendário rúnico                                                            | 1932                                |
| Calendário solar tailandês                                                   | 2225                                |

1682 (MDCLXXXII, na numeração romana)  foi um ano comum do  século XVII do atual Calendário Gregoriano, da Era de Cristo, e a sua letra dominical foi D (53 semanas), teve início a uma quinta-feira e terminou também a uma quinta-feira.
| Ano completo                        |
| ----------------------------------- |
| Ano comum com início à quinta-feira |

## Eventos

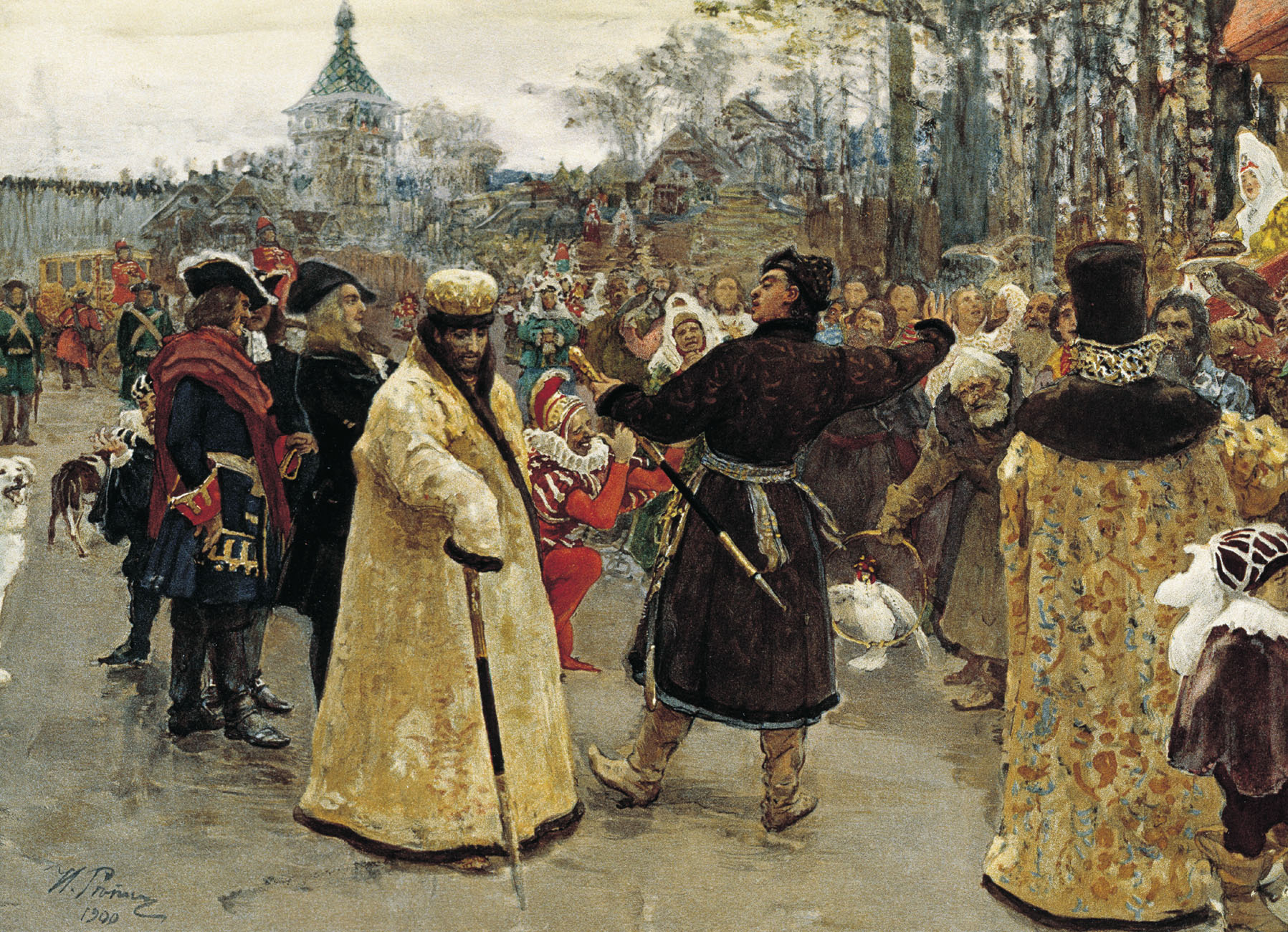
Os dois czares Pedro e Ivan. Litografia de Ilya Yefimovich Repin em 1900

- 6 de maio — Luís XIV de França muda a sua corte para Versalhes.
- 7 de maio — Pedro, o Grande sobe formalmente ao trono do Império Russo conjuntamente com o seu irmão Ivan V.
- Fundação da cidade de São Borja por padres jesuítas no Brasil. É a cidade mais antiga do Rio Grande do Sul.
- Início da reconstrução da Igreja de Santa Engrácia, em Lisboa.
- Edmond Halley observa um cometa e prediz acertamente que ele voltará a aparecer em 1758; o cometa fica conhecido com o seu nome.
- Quarto ano da Guerra Tibete–Ladaque–Mogol — continua a invasão tibetana do Ladaque, que só terminaria em 1684.

## Nascimentos
- 17 de junho — Carlos XII, rei da Suécia entre 1697 e a sua morte  (m. 1718).
- Bartholomew Roberts — pirata galês  (m. 1722).

## Mortes
- 1 de janeiro — Jacob Kettler, duque da Curlândia  (n. 1610).
- 3 de abril — Bartolomé Esteban Murillo, pintor espanhol  (n. 1617).

## Por tema
- 1682 na música
- 1682 na religião